# 바이러스 (1999년 영화)
《바이러스》(영어: Virus)는 1999년 개봉한 미국의 SF 공포 영화이다.

## 출연진
- 제이미 리 커티스 - 켈리 “킷” 포스터 역
- 윌리엄 볼드윈 - 스티브 베이커 역
- 도널드 서덜랜드 - 로버트 에버턴 선장 역
- 요안나 파추와 - 나디아 비노그라도바 역
- 마셜 벨 - J. W. 우즈 주니어 역
- 셔먼 오거스터스 - 리치 메이슨 역
- 클리프 커티스 - 히코 역
- 훌리오 오스카르 메초소 - “스퀴키” 역

## 우리말 녹음
SBS 성우진 (2000년 1월 2일)
- 최성우 - 포스터(제이미 리 커티스)
- 김태훈 - 에버턴(도널드 서덜랜드)
- 홍시호 - 스티브(윌리엄 볼드윈)
- 문선희 - 나디아(요안나 파추와)
- 김정호
- 이윤선
- 장광
- 서광재
- 김관진